# Ogyesszkojei járás

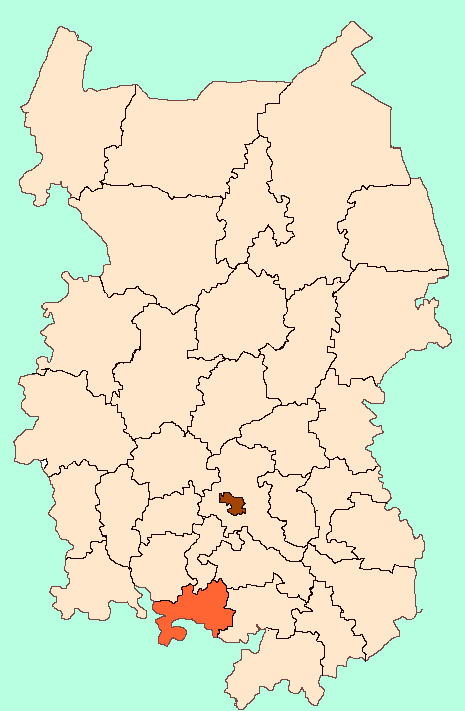
Az Ogyesszkojei járás az Omszki területen

Az Ogyesszkojei járás (oroszul Одесский район) Oroszország egyik járása az Omszki területen. Székhelye Ogyesszkoje.

## Népesség
- 1989-ben 22 584 lakosa volt.
- 2002-ben 18 652 lakosa volt.
- 2010-ben 17 422 lakosa volt, melynek 63,36%-a orosz, 21,39%-a ukrán, 6,35%-a német, 4,92%-a kazah, 0,48%-a tatár.